# Культура східнолитовських курганів
Культура східнолитовських курганів — археологічна культура Раннього Середньовіччя, розташована на території Східної Литви і Північно-Західної Білорусі. Поширення пам'яток культури обмежується на заході середньою течією Німану, на півночі — верхів'ям річки Швентої, на сході досягає озера Свір, а на півдні охоплює басейни річок Мяркіс і Вілія. Назва культура отримала по знаходженню на території Східної Литви великої кількості однотипних курганів, загальною кількістю близько 6 тисяч насипів, що становить близько 230 курганних груп. На території Білорусі налічується близько 80 груп курганів, розташованих у верхів'ях річки Вілія і на правобережжі Німану біля державного кордону з Литовською Республікою.
Культура східнолитовських курганів змінює в V столітті культуру штрихованої кераміки. У XIII столітті, імовірно після першого хрещення Великого князівства Литовського, курганні могильники більше не споруджувалися, їх заступили ґрунтові могильники.
Населення культури східнолитовських курганів носило змішаний характер, у нього входили як субстратне населення представники культур штрихованої кераміки і дніпро-двинської, змішане з носіями вельбарської і богачевської культур.